# Signoretia pacifica
Signoretia pacifica är en insektsart som beskrevs av Walker 1858. Signoretia pacifica ingår i släktet Signoretia och familjen dvärgstritar. Inga underarter finns listade i Catalogue of Life.